# Капанцы
Капанцы — этнографическая группа на территории Северо-Восточной Болгарии (Разградская и Тырговиштская области). Капанцы сохранили культурно-бытовые архаизмы и ряд праболгарских черт, считаются прямыми наследниками Аспаруховых булгар.